# Caraballo Mountains
De Caraballo Mountains vormen een bergketen in het centrale deel van het noorden van het grootste Filipijnse eiland Luzon op de grens tussen de provincies Nueva Vizcaya en Nueva Ecija. De keten verbindt de Cordillera Central aan de noordzijde met de Sierra Madre aan de oostzijde en scheidt de centraal gelegen laagvlakte van Luzon van het zuidelijkste deel van de Cagayanvallei. De Caraballo Mountains bereiken een maximale hoogte van 1680 meter en hellingen van het gebergte zijn dichtbegroeid met regenwouden.